# Чернинский дворец
Чернинский дворец (Černínský palác) — протяжённый (длина фасада 150 метров) дворец аристократического рода Черниных на Градчанах неподалёку от Пражского Града и Лореты. В здании расположено Министерство иностранных дел Чешской республики.
Строительство дворца начал в 1669 году граф Гумпрехт Ян Чернин — имперский посол в Венецианской республике. Первый проект резиденции разработал архитектор Франческо Каратти. Значительные строительные работы разорили заказчика и строительство затянулось на много десятилетий. Интерьеры около 1720 года оформлял Франц Максимилиан Канка, автором фресок был Вацлав Вавринец Райнер, суровый палладианский фасад из тридцати массивных коринфских полуколонн достраивал в 1747 году Ансельмо Лураго. Главный зал по высоте занимает три этажа.
В конце XVIII века Чернины оказались не в состоянии поддерживать одну из самых грандиозных резиденций Праги в должном состоянии и попытались продать её императору Иосифу II, однако не сошлись в цене. В результате дворец долгое время стоял в запустении. Лишь в 1851 году его перестроили под казармы. Позднее в здание въехал сиротский приют.
После образования Чехословакии на пустующее здание в центре столицы обратило внимание правительство Томаша Масарика. По окончании капитальной реконструкции 1928—1934 годов Чернинский дворец заняло министерство иностранных дел. В годы Второй мировой войны его избрал своей резиденцией немецкий наместник Р. Гейдрих. В 1948 году во дворце был найден труп министра Яна Масарика (т. н. третья пражская дефенестрация).